# La Dame aux camélias (pièce de théâtre)
Pour les articles homonymes, voir La Dame aux camélias (homonymie).

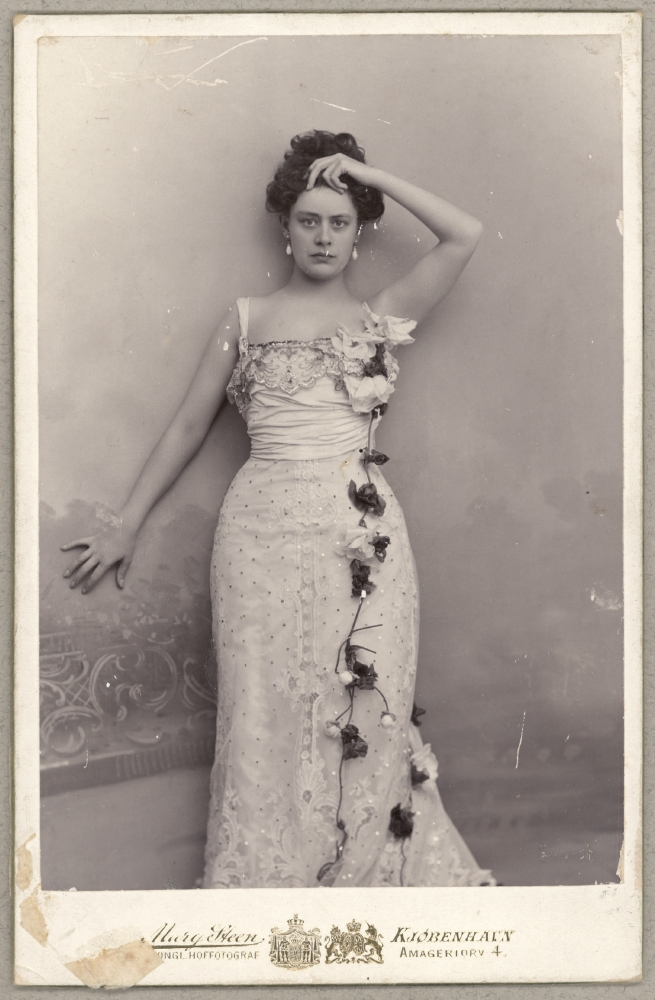
Betty Nansen dans une représentation danoise de La Dame aux camélias.

La Dame aux camélias est un drame en cinq actes d'Alexandre Dumas fils, représentée pour la première fois à Paris au théâtre du Vaudeville le 2 février 1852.
La pièce est l'adaptation par Alexandre Dumas lui-même de son roman (en partie autobiographique) La Dame aux camélias, publié en 1848.

## Distribution
| Acteurs et actrices ayant créé les rôles |                    |
| Personnage                               | Acteur ou actrice  |
| Armand Duval                             | M. Fechter         |
| Georges Duval, père d'Armand             | M. Delannoy        |
| Gaston Rieux                             | René Luguet        |
| Saint-Gaudens                            | Gil-Pérès          |
| Gustave                                  | M. Lagrange        |
| Le comte de Giray                        | M. Allié           |
| Arthur de Varville                       | Adolphe Dupuis     |
| Le docteur                               | M. Hippolyte Worms |
| Un commissionnaire                       | Roger              |
| Domestiques                              | Guérin et Léon     |
| Marguerite Gautier                       | Eugénie Doche      |
| Nichette                                 | Mme Worms          |
| Prudence                                 | Mme Astruc         |
| Nanine                                   | Mme Irma Granier   |
| Olympe                                   | Mme Clary          |
| Arthur                                   | Mme Clorinde       |
| Esther                                   | Mme Marie          |
| Anais                                    | Mme Caroline       |
| Adèle                                    | Mme Baron          |

## Adaptation télévisuelle
- 1962 : La Dame aux camélias, adaptation et dialogues pour la télévision de la pièce d'Alexandre Dumas fils par Marcel Pagnol, téléfilm réalisé par François Gir.